# Jörg Winter (Journalist)
Jörg Winter (* 29. Mai 1972 in Vöcklabruck) ist ein österreichischer Fernseh- und Radiojournalist. Er ist seit 2022 Leiter des ORF-Büros in London.

## Werdegang
Winter studierte Geografie und Anglistik an den Universitäten Salzburg, Oxford Brookes und Wien. Nach dem Abschluss 1997 war er eineinhalb Jahre Nachrichtenredakteur bei einem österreichischen Privat-TV-Sender. Es folgten Fulbright-Stipendium, Masterprogramm für Broadcast Journalism an der New York University 1998–1999.
Jörg Winter ist für den Österreichischen Rundfunk (ORF) seit Jänner 2000 als außenpolitischer Reporter, Korrespondent und Analyst tätig. Er hat aus zahlreichen Ländern in Europa, Nordamerika, Asien und dem Nahen Osten berichtet. Winter war von 2006 bis 2009 Korrespondent im ORF Büro Washington. Von 2011 bis 2014 leitete er das Korrespondentenbüro in Peking zuständig für China und den fernöstlichen Raum. 2015 bis 2022 war Jörg Winter Leiter des ORF-Korrespondenenbüros in Istanbul mit Nebenstelle in Teheran und für die Berichterstattung in der Türkei und im Iran zuständig. Seit Juli 2022 ist er Leiter des ORF-Büros in London.

## Auszeichnungen
- Axel-Corti-Preis 2019[1]